# اخوان‌المسلمین
اِخوان المسلمین یک جنبش فراملی اسلام‌گرای اهل سنت است که در بسیاری از کشورهای عربی طرفدار دارد. اخوان المسلمین را می‌توان بزرگ‌ترین گروه سیاسی سنی در جهان به‌شمار آورد. این جنبش در سال ۱۹۲۸ میلادی (۱۳۰۷ شمسی، ۱۳۴۷ قمری) در شهر اسماعیلیه مصر به رهبری حسن البنا بنیان نهاده شد و سپس فعالیت خود را به دیگر کشورهای عربی و اسلامی گسترش داد. این نهضت به تأثیر از اندیشه‌های سید قطب اندیشمند اسلامی، محمد جوزان الغزالی مبلغ اسلامی و محمد عبده در پاسخ به انحطاط داخلی مسلمانان و سلطه بیگانگان بر کشورهای اسلامی، به ویژه بر کشور مصر پدید آمد. اخوان المسلمین جهت رسیدن به اهدافش در زمینه‌های مختلف فرهنگی، نظامی و سیاسی به مبارزه پرداخت، و در این رهگذر چند بار به دست حکومت ملک فاروق منحل شد و طی آن شمار زیادی از اعضای آن دستگیر یا اعدام شدند.
حامیان دولتی اصلی اخوان‌المسلمین، قطر، ترکیه و ایران (به جز در سوریه) هستند. دولت‌های بحرین، مصر، روسیه، سوریه، عربستان سعودی و امارات متحده عربی، آن را یک سازمان تروریستی می‌دانند.

## شکل‌گیری

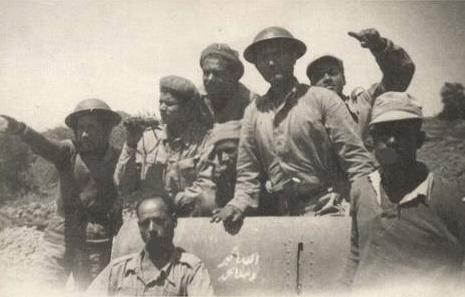
نیروهای اخوان‌المسلمین در جنگ ۱۹۴۸ علیه اسرائیل

جنبش اخوان‌المسلمین، بزرگ‌ترین جنبش اسلام‌گرا در جهان عرب است. در ابتدا فعالیت‌های جنبش، نیمه مخفی بود و سازمان اخوان‌المسلمین برای گسترش جنبش از جزوه، نامه، سخنرانی و ملاقات‌های شخصی استفاده می‌کرد. جنبش در شرایطی تأسیس شد که از یک سو مقامات الازهر هرگونه سازش یا نوسازی جامعه و دگرگونی دینی را رد می‌کردند و از سوی دیگر، نوگرایان به دنبال جامعه‌ای بودند که در آن دین و سیاست از هم جدا باشد. حسن البنا تلاش‌های خود را در سه مرحله تبلیغ، جذب و سازماندهی و اقدامات عملی آغاز نمود. هدف اصلی وی انجام اصلاحات سیاسی، اجتماعی و اقتصادی در جامعه مصر و جهان اسلام بود و بر سازندگی فرد مسلمان، خانواده مسلمان، جامعه مسلمان و نهایتاً حکومت اسلامی، براساس تمدن اسلامی تأکید نمود.
بر طبق نوشته‌های خود حسن البنا، هنگامی که در شهر اسماعیلیه، در کنار کانال سوئز، زندگی می‌کرد؛ شش نفر که دوستان و شاگردانش بوده و جزو کارگران شرکتهای مشغول در کانال سوئز بودند، نزد او آمده و نسبت به بی عدالتی‌هایی که از سوی خارجی‌ها بر مسلمانان و اعراب در آنجا روا می‌شود، شکایت کرده بودند. این تظلم خواهی و پیش زمینه‌های قبلی او باعث شد که حسن البنا رهبری آن‌ها را بر عهده بگیرد و جماعت اخوان المسملین تأسیس شود. این جماعت در ابتدا همانند بسیاری از انجمن‌های اسلامی کوچکی بود که خود بنا در ۱۲ سالگی به عضویت یکی از آن‌ها درآمده بود. اما در انتهای دهه ۱۹۳۰ میلادی این سازمان تازه تأسیس در تمامی استان‌های مصر شعبه داشت و در دهه بعد از آن بیش از ۵۰۰ هزار عضو فعال در سراسر مصر داشت. افکار حسن البنا که در قالب سخنرانی‌ها و نوشته‌ها در روزنامه اخوان المسلمین انتشار می‌یافت و سرانجام در کتابی به نام «مجموعة الرسالة» گرد آوری شد، مورد توجه محافل سیاسی و دینی واقع شد و مردم نیز از این جنبش استقبال نمودند.
به تدریج با افزایش اعضا و گسترش دامنه فعالیت‌ها، حسن البناء قرارگاه اصلی اخوان‌المسلمین را به قاهره منتقل کرد و پس از تأسیس دارالاخوان (در آوریل ۱۹۲۹) رسماً اخوان‌المسلمین اعلام موجودیت کرد. حسن البناء در مرکز فعالیت‌ها که (التهذیب) نام داشت به سازماندهی تمام وقت تشکیلات پرداخت و دامنه فعالیت اخوان گسترده‌تر شد، در این راستا برای تربیت زنان در مصر مرکزی به نام (المهد الامهات المسلمین) نیز توسط وی تأسیس شد.
بعدها اخوان‌المسلمین هدف‌های دیگری را هم مدنظر قرار داد و در سال ۱۹۳۹ با تکیه بر آرمان فلسطین و دفاع از حقوق اعراب، اخوان به یک (سازمان سیاسی) مبدل شد و این منجر به گسترش نفوذ آن‌ها در سوریه، اردن و تا حدودی در لبنان، سودان و شمال آفریقا شد و حسن البناء پیشوای بزرگ (مرشدالعام) شناخته شد. اصطلاح مرشد عام، از آنجا نشأت می‌گرفت که حسن البناء خود را رهبری فرهمند می‌دانست که مردم بدون آنکه کسی آن‌ها را مجبور کند از وی پیروی می‌کنند.
پس از ترور حسن البنا، بتدریج تحولی در جنبش اخوان المسلمین صورت گرفت. این تحول عبارت بود از جایگزین کردن راه‌های مسالمت آمیز به جای مبارزه مسلحانه علیه رژیم و سلطه بیگانگان. این اقدام که در پی ناامیدی از مؤ ثر بودن راه حل نظامی برگزیده شد، از محبوبیت و کارایی اخوان کاست و گروه‌های جدید اسلامی (مانند جهاد اسلامی مصر) که اغلب متأثر از اخوان المسلمین بودند، اما بر مبارزه نظامی پای می‌فشارند، پا به میدان گذاشتند. با این وصف، تأثیر عمیقی که جنبش اخوان در روند مبارزات مردم مصر و جهان اسلام داشته است، غیرقابل انکار می‌باشد.

## ساختار تشکیلاتی

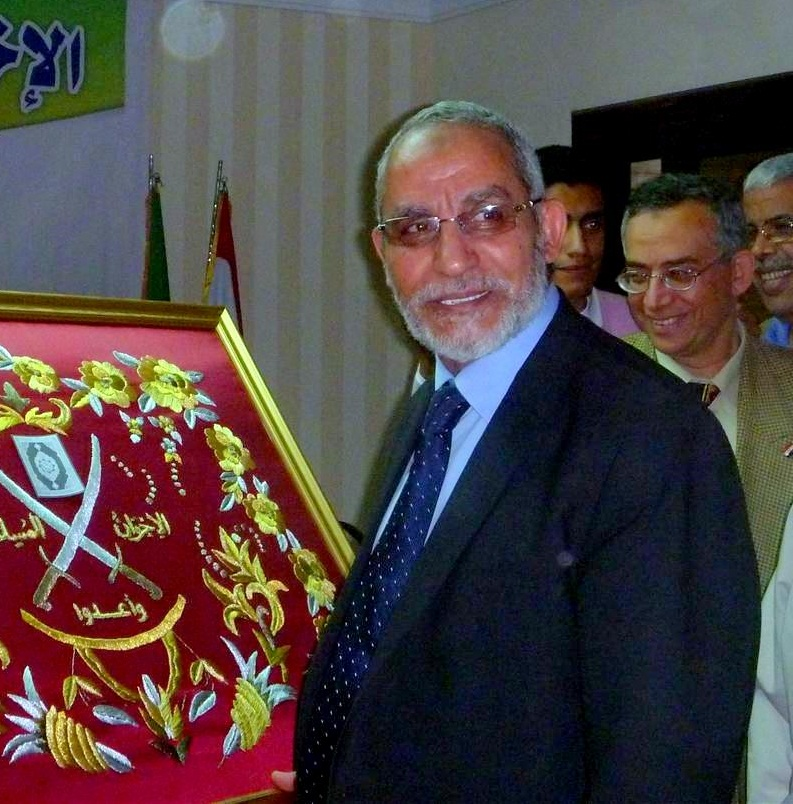
محمد بدیع مرشد عام اخوان‌المسلمین توسط دولت نظامی مصر به اعدام محکوم شده است

ارکان اصلی جنبش اخوان المسلمین شامل مرشد عام، شورای مشورتی و دفتر ارشاد عام می‌باشد. شورای مشورتی یا هیئت مؤسسان، مرجع قانون‌گذاری و سیاست‌گذاری اخوان‌المسلمین محسوب می‌شود و عهده‌دار نظارت عالی بر فعالیت‌های جمعیت و انتخاب مرشد عام بوده و مصوبات آن برای کلیه اعضاء الزام‌آور می‌باشد. شورای مشورتی دارای ۳۰ عضو است که از بین شوراهای مشورتی مناطق مختلف مصر انتخاب می‌شوند و شورا می‌تواند جداگانه ۵ نفر از متخصصان را نیز به عضویت بپذیرد. اعضاء شورا برای مدت ۴ سال انتخاب می‌شوند.
مرشد عام اخوان توسط این شورا انتخاب می‌شود و پس از پایان دوره مأموریت خود، تا پایان عمر همچنان عضو شورای مشورتی باقی خواهد ماند، مگر آنکه در نتیجه اهمال در انجام وظایف خود بر کنار شود. مرشد عام جماعت از میان اعضای انجمن که حداقل پانزده سال سابقه عضویت داشته باشد و سن او نیز از چهل سال قمری کمتر نباشد، انتخاب می‌شود. اعضای جماعت پس از انتخاب مرشد عام باید با او بیعت کنند. مرشد عام نباید در کارهای تجاری یا مشاغل دیگر جز کارهای علمی و ادبی مشغول باشد. دوره مسئولیت او شش سال است و انتخاب مجدد او تنها برای یک دوره بلا مانع است.
دفتر جهانی ارشاد عام مسئولیت عالی اجرایی فعالیت‌های اخوان‌المسلمین را بر عهده دارد و کلیه فعالیت‌های اجرایی اخوان را اداره می‌کند. دفتر ارشاد از ۱۳ عضو تشکیل می‌شود که از سوی شورای مشورتی، از مناطق مختلف انتخاب می‌شوند.
در سال ۲۰۱۰ محمد بدیع به عنوان مرشد عام اخوان‌الملسلمین انتخاب شد. پس از بازداشت او در سال ۲۰۱۳ توسط حکومت نظامی مصر محمود عزت به عنوان مرشد عام موقت انتخاب شد.

## مواضع
شعار شناخته شده اخوان‌المسلمین «الاسلام هو الحل» (راه‌حل، اسلام است) است، اما شعار اصلی‌شان که هدف و نقشه راه‌شان را ترسیم می‌کند، چنین است: الله غایتنا، والرسول قدوتنا، والقرآن دستورنا، والجهاد سبیلنا، والموت فی سبیل‌الله أسمی أمانینا؛ خداوند هدف ما، پیامبر الگوی ما، قرآن قانون اساسی ما، جهاد راه ما و مرگ در راه خدا، والاترین آرزوی ماست. حسن البنا که این شعار و نقشه راه را برای اخوان تعریف کرده بود، در تبیین و معرفی آن، جماعتش را علاوه بر آنکه گروهی دینی (سلفی) می‌دانست، مجموعه‌ای سیاسی هم معرفی می‌کرد و از اینجاست که مجوز ورود به عرصه سیاسی را صادر کرد و به سرعت هم توانست نقش سیاسی خود را در موضع‌گیری در قبال تحولات جهان اسلام و جهان عرب ایفا کند.
مواضع و دیدگاه‌های جنبش اخوان‌المسلمین در طول تاریخ، در معرض تغییر و تحول بوده است. پس از مرگ حسن البنا برخی از گروه‌ها و افراد تندرو در جامعه آزاد شدند و به تدریج جماعت‌های جهادی کوچک و بزرگ مانند جماعت جهاد اسلامی در مصر شکل گرفت که بعدها پایه اصلی تشکیل القاعده قرار گرفتند. جماعت اخوان‌المسلمین سال‌ها مشی سیاسی خود را بر ارشاد و تبلیغ در بطن جامعة مسلمانان قرار داد تا جامعة اسلامی را برای برپایی حکومت اسلامی آماده سازد، ولی جماعت‌های جهادی خواستار حرکت‌های انقلابی و اصلاح امور به صورت جهادی شدند.
سیدقطب که خود از نظریه‌پردازان مورد احترام جنبش اخوان بود، اساساً با مفهوم تحزب مخالف بود و سرشت حکومتی را که برپایه انتخابات و تحزب باشد، با روح اسلام مغایر می‌دانست؛ ولی جنبش اخوان‌المسلمین رسماً تحزب و تکثر در حکومت را پذیرفت و برخلاف جریانات سلفی جهادی که قوانین موجود را نتیجه تصویب کافران می‌دانند و اصولاً دموکراسی و تکثر را خلاف شرع تلقی می‌کنند، به گسترش سازمان سیاسی اخوان پرداخت. سیدقطب و برخی از اسلام‌گرایان سلفی، در آغاز چندان اهمیتی به مفهوم ملت نمی‌دادند و همواره بر امت اسلامی تأکید داشتند و ملت را مفهومی وارداتی و غربی دانسته و قومیت‌گرایی و ناسیونالیسم را نشانه‌ای از جاهلیت قلمداد می‌کردند، ولی به مرور زمان جماعت اخوان‌المسلمین با کاستن از نقش جهانی خود، تمرکز بیشتری بر ملی‌گرایی نمود؛ همچنان که می‌توان رگه‌هایی از ملی‌گرایی عربی را در دیدگاه‌های برخی از رهبران اخوان‌المسلمین مشاهده نمود.
اخوان‌المسلمین مصر در جریان اعتراضات سال ۲۰۱۱ مصر که به سقوط حکومت حسنی مبارک انجامید شرکت داشت و در نشست خبری رهبران ارشد حزب در ۹ فوریه اعلام شد که «اخوان با حکومت مذهبی مخالف است چون آن را مغایر اسلام می‌داند و خواستهٔ آن برپایی حکومت مدنی با مرجعیت اسلام است.» و در مورد اظهار نظرهای مقامات کشورهای دیگر در مورد حوادث مصر نیز اعلام کردند: «اخوان مسئول اظهارات خارجی‌ها چه ایرانی، چه لبنانی و چه دیگران نیست و مخالف دخالت دیگران در امور داخلی مصر است» اخوان‌المسلمین همچنین اعلام کرده بود که خواستهٔ آن‌ها خواستهٔ معترضان متحصن در میدان التحریر و جمعیت میهنی برای تغییر است که اعضای اخوان نیز در تأسیس آن شرکت داشته‌اند.

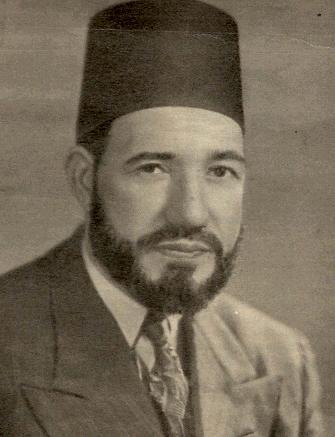
حسن البنا بنیانگذار جنبش اخوان المسلمین

اصول اندیشه سیاسی اخوان را می‌توان به شرح زیر خلاصه نمود:
- ارشاد، تبلیغ و سازندگی جامعه برای تأسیس حکومت اسلامی؛
- سیاست گام به گام و اتخاذ روش‌های مسالمت‌آمیز در فعالیت‌های سیاسی و در ارتباط با نظام‌های حاکم؛
- تحزب‌گرایی و بهره‌گیری از تشکیلات برای دستیابی به اهداف سیاسی؛
- کثرت‌گرایی و اعتقاد به دموکراسی در درون و بیرون سازمان اخوان‌المسلمین؛
- تأکید بر مفهوم امت اسلامی در برابر ملت؛
- تعامل با فرقه‌های مسلمان و اجتناب از جدال‌ها و درگیری‌های فرقه‌ای؛
- ضدیت با اسرائیل؛
- تعامل با فرقه‌های غیرمسلمان به ویژه قبطی‌ها در داخل مصر؛
- حمایت از مقاومت فلسطین.

در دیدگاه اخوان‌المسلمین به جز تصدی پست رئیس کشور، زنان می‌توانند در سایر مسئولت‌های اداری و اجتماعی مشارکت نمایند. در زمان حسن البنا و در آغاز تأسیس جنبش اخوان‌المسلمین، بخش زنان مسلمان نیز در سازمان تشکیل و لبیبه احمد ریاست آن را به عهده گرفت. در کلیه فهرست‌های انتخاباتی اخوان نیز همواره نام تعدادی از زنان دیده می‌شود.
در زمینه حمایت از فلسطین، اخوان‌المسلمین همواره در جنگ‌های فلسطینی‌ها علیه اسراییل مشارکت فعال داشته است. هر چند پس از قیام ۲۶ ژانویه ۲۰۱۱ در مصر، مرشد عام اخوان‌المسلمین اعلام نمود که قرارداد کمپ دیوید لغو نخواهد شد، اگر چه ممکن است اصلاحاتی در آن به عمل آید و این پیام روشنی به اسرائیل و قدرت‌های جهانی بود که اخوان‌المسلمین به دنبال انهدام و نابودی دولت اسرائیل نیست. رهبران جنبش حماس از جمله اسماعیل هنیه و خالد مشعل، عموماً دارای گرایش اخوان المسلمین بوده و از نظر فکری وابسته به آن جنبش می‌باشند.

## اعضاء و شخصیت‌ها
در زمینه تعداد اعضاء و هواداران جنبش اخوان المسلمین، اختلاف نظر فراوانی دیده می‌شود. براساس اعلام یوسف ندا مسئول روابط سیاسی بین‌المللی اخوان در سال ۲۰۰۷، آمار جمعیت اخوان از یک میلیون نفر تجاوز کرده است و اعضاء اخوان در ۷۲ کشور اسلامی و غیراسلامی حضور دارند. عبدالحمید غزالی، مشاور سیاسی مرشد عام، تعداد اعضاء اخوان‌المسلمین را ۱۰ میلیون نفر و هواداران را ۵ میلیون نفر ذکر کرده است. در عین حال، دکتر عبدالستار الملیجی، عضو سابق اخوان‌المسلمین می‌گوید مجموع اعضاء و هواداران اخوان از یکصد هزار نفر تجاوز نمی‌کند که به نظر می‌رسد با توجه به سابقه ۸۰ ساله جنبش اخوان‌المسلمین و حضور اعضاء آن در کشورهای مختلف، جمعیت آنان بیش از این تعداد باشد. تعدادی از شخصیت‌های اسلامی نقش عمده‌ای در گسترش اندیشه اخوان‌المسلمین داشته‌اند ازجمله شیخ یوسف قرضاوی رئیس اتحادیه جهانی علمای مسلمین، شیخ احمد یاسین مؤسس جنبش حماس در فلسطین، زغلول نجار امام و مبلغ اسلامی، مصطفی سباعی مؤسس جنبش اخوان در سوریه، محمد محمود صواف مؤسس جنبش اخوان در عراق، عبدالله عزام رهبر مجاهدین العرب در افغانستان، محفوظ نحناح مؤسس جنبش اخوان در الجزایر و شیخ سید حوی اندیشمند اسلامی سوریه. بزرگ‌ترین حامیان مالی آن خیرت شاطر و حسین مالک هستند.

## سقوط مبارک و قدرت‌گیری اخوان‌المسلمین

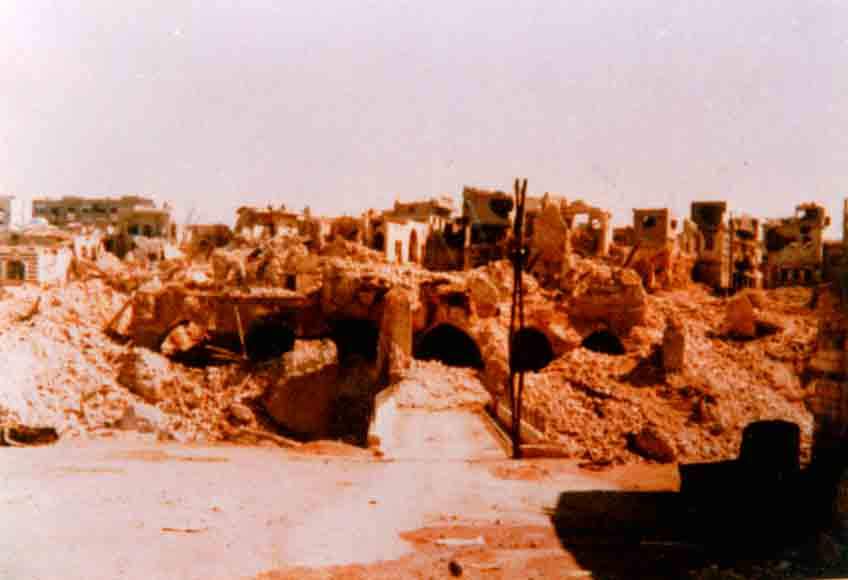
قسمتی از شهر حما پس از کشتار حما در سال ۱۹۸۴

در سال ۲۰۱۱ میلادی در پی سرنگونی حسنی مبارک در مصر، این جماعت به‌گونه‌ای رسمیت یافته، فعالیت‌های اجتماعی و سیاسی خود را آغاز کرد. تا پیش از این، اخوان‌المسلمین به‌عنوان جماعتی ممنوعه تلقی می‌شد و حتی اعضای آن با نام مستقل به پارلمان راه می‌یافتند و فعالیت‌هایش در حد مسائل دینی و اجتماعی بود. اخوان‌المسلمین از رهگذر این ممنوعیت و در سایه فعالیت‌های خیریه و اجتماعی، توانست پایگاهی اجتماعی برای خود ایجاد و خود را به‌عنوان بدیلی برای نظام حاکم معرفی کند. همین سابقه مدید باعث شد تا سازمان یافته‌ترین گروه فعال در عرصه‌های سیاسی و اجتماعی مصر باشد و به سرعت و پس از سقوط مبارک، ضمن تشکیل حزب آزادی و عدالت، کوشید نظریه‌های خود را به بوته آزمایش گذارد. از این‌رو و در پی شرکت در انتخابات ریاست‌جمهوری، مجلس سنا و مجالس محلی به پشتوانه پایگاه اجتماعی خود توانست بیشترین آرا را به‌دست‌آورد و بی‌آنکه برای ورود به قدرت خود را نیازمند به ائتلاف با احزاب غیردینی ببیند. پس از انتخابات مجلس دادگاه عالی قانون اساسی مجلس را که در دست اکثریت اسلامگرا شامل احزاب سلفی و اخوان بود منحل کرد. در نخستین انتخابات ریاست جمهوری دموکراتیک در مصر که در سال ۲۰۱۲ میلادی برگزار شد، محمد مرسی رئیس حزب آزادی و عدالت که یک حزب تأسیس شده توسط اخوان المسلمین بود، بر اساس آمار رسمی در رقابت با ژنرال احمد شفیق پیروز انتخابات گردید. او در اولین اقدام از مجلس منحل شده خواست که تشکیل جلسه بدهد اما بعدها از این کار عقب‌نشینی کرد.

## انحلال مجدد
پس از کودتای سال ۲۰۱۳ ارتش علیه دولت محمد مرسی و دستگیری تعداد زیادی از هواداران آن، حزب التجمع که یک حزب چپ‌گرای مصری است، دادخواست انحلال جماعت اخوان را به دادگاه برد و در تاریخ ۲۳ سپتامبر ۲۰۱۳ دادگاه، اخوان‌المسلمین را ممنوع‌الفعالیت و تمامی اموال آن را مصادره کرد. دادگاه قاهره پس از جلسه اعلام کرد که فعالیت اخوان المسلمین از این پس غیرقانونی است و تمام اموال آن به نفع دولت ضبط می‌شود. در پی آن در سال ۲۰۱۴ دادگاهی در مصر برای محمد بدیع رهبر اخوان المسلمین و ۶۸۲ نفر دیگر از اعضا و هواداران اخوان در مصر حکم اعدام صادر کرد.